# Orde voor Dapperheid (Vietnam)
De Orde voor Dapperheid (Vietnamees: "Huân chương Dũng cảm") is een op 26 november 2003 ingestelde orde van verdienste van de Democratische Republiek van Vietnam. De Vietnamese regering verleent deze onderscheiding voor dappere acties waarbij mensen en staats- of persoonlijk eigendom worden gered. Men verleent de orde aan militairen en manschappen van de strijdkrachten en de politie. In de statuten zijn twee criteria benoemd:
- Zonder angst voor het eigen leven doelbewust redden van mensen en staats- of persoonlijk eigendom, het blussen van branden, bestrijden van natuurrampen, beschermen van personen en eigendom tegen criminelen, vrijwilligerswerk in door gevaarlijke ziekten getroffen plaatsen waardoor men tot voorbeeld van provincies en streken wordt. De onderscheiding kan voor de genoemde feiten ook postuum worden toegekend.
- Sterven tijdens het heroïsch redden van mensen en staatseigendom.

In de communistische staten wordt het belang van het collectief bezit of staatsbezit vaak sterk benadrukt.
De Orde voor Dapperheid is hoger in rang dan de Grote Orde van de Nationale Eenheid maar komt vóór de Orde van de Vriendschap. Het is in uitvoering en decoratiebeleid een typisch voorbeeld van een Socialistische orde. De vroegere onderscheidingen van de Sovjet-Unie hebben als voorbeeld gediend.
Net als veel socialistische orden wordt de Orde voor Dapperheid aan een vijfhoekig gevouwen lint gedragen. De vorm is typisch Russisch en sluit niet aan bij Vietnamese tradities.